# Johann Joseph Achermann
Johann Joseph Achermann (o Akermann o Ackermann) (Escholzmatt, 25 novembre 1790 – Lucerna, 6 marzo 1845) è stato un pittore svizzero.

## Biografia
Pressoché autodidatta, si trasferì a Monaco di Baviera nel 1820 e quindi a Vienna. Viaggiò in Francia, dove espose alcuni dipinti al Museo del Louvre a Parigi e riscosse notevole successo. Pittore versatile, fu autore soprattutto di ritratti e di opere a soggetto sacro e storico. Diverse chiese svizzere e tedesche conservano suoi dipinti. Il Museo del Louvre di Parigi acquistò nel 1837 un suo Ritratto di vecchia, precedentemente ritenuto di Balthasar Denner.